# Olli Caldwell
Oliver Caldwell, detto Olli (Hampshire, 11 giugno 2002), è un pilota automobilistico britannico.

## Carriera

### Formula 4
Nel 2017 Caldwell si iscrive a diversi campionati di FIA Formula 4, con il team Arden partecipa al Campionato britannico di formula 4, conquista 39 punti e arriva quattordicesimo in campionato. Corre anche in alcune gare dei campionati di Formula 4 italiano e tedesco senza ottenere piazzamenti a podio. Nel dicembre dello stesso anno partecipa alla Formula 4 UAE dove vince le sue prime gare in monoposto, e chiude settimo in classifica finale.
Nel 2018 si riscrive al campionato italiano di Formula 4 con il team italiano Prema, nel secondo weekend di gara al Circuito Paul Ricard conquista la sua prima vittoria nel campionato. Si ripete vincendo tutte le tre gare nel Autodromo di Vallelunga, oltre alle vittorie conquista anche sette podi e chiude il campionato al terzo posto.
Sempre con il team Prema partecipa al Campionato ADAC di Formula 4 dove ottiene quattro podi e una vittoria a Oschersleben. Chiude il campionato tedesco in settima posizione finale.

### Formula Regional e Formula 3
Nel 2019 con il team Prema Racing partecipa al Campionato FIA di Formula 3 europea regionale. Dopo aver conquistato diversi podi arriva la sua prima e unica vittoria della categoria sul circuito di Imola. Conclude la stagione quinto in classifica con meno della metà dei punti del suo compagno di team e vincitore del campionato Frederik Vesti.

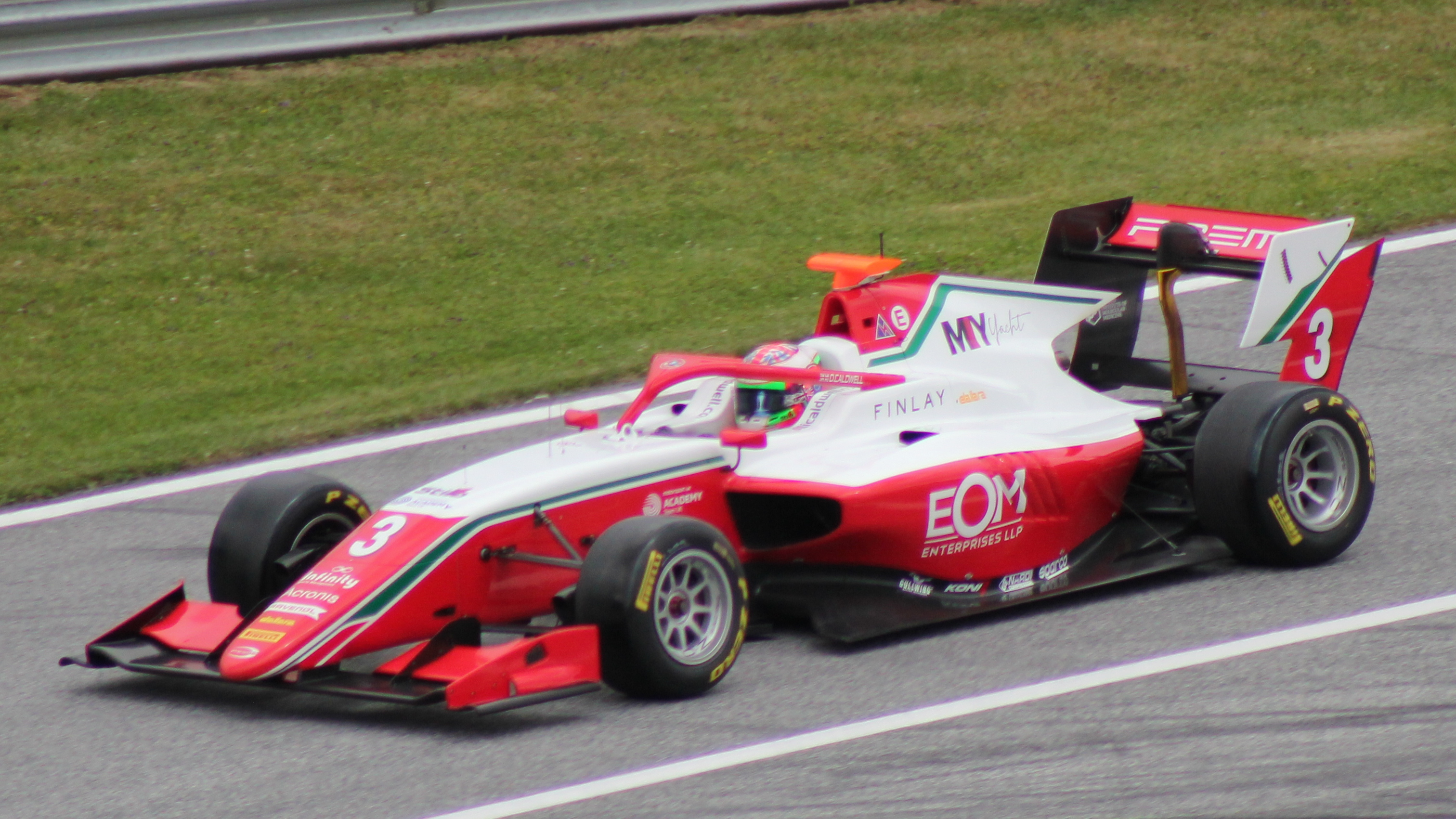
Caldwell al volante della Dallara F3 del team Prema

Nel 2020 viene ingaggiato dalla Trident per correre il Campionato FIA di Formula 3.
Nel secondo weekend di gara Caldwell riesce a conquistare i primi punti nella categoria con un quinto posto e un sesto posto nelle due gare sul Red Bull Ring, chiude la stagione con 18 punti in sedicesima posizione in classifica finale.
Nel 2021 Caldwell lascia la Trident e fa il suo ritorno dopo 2 anni alla Prema, il team campione in carica. Nella gara 2 del weekend di Barcellona vince la sua prima gara nella categoria, favorito da un incidente tra Dennis Hauger e Matteo Nannini a pochi giri dal termine della corsa. Conquista altre tre podi, due al Red Bull Ring e un secondo posto all'Hungaroring. Chiude la stagione all'ottavo posto con 93 punti.

### Formula 2

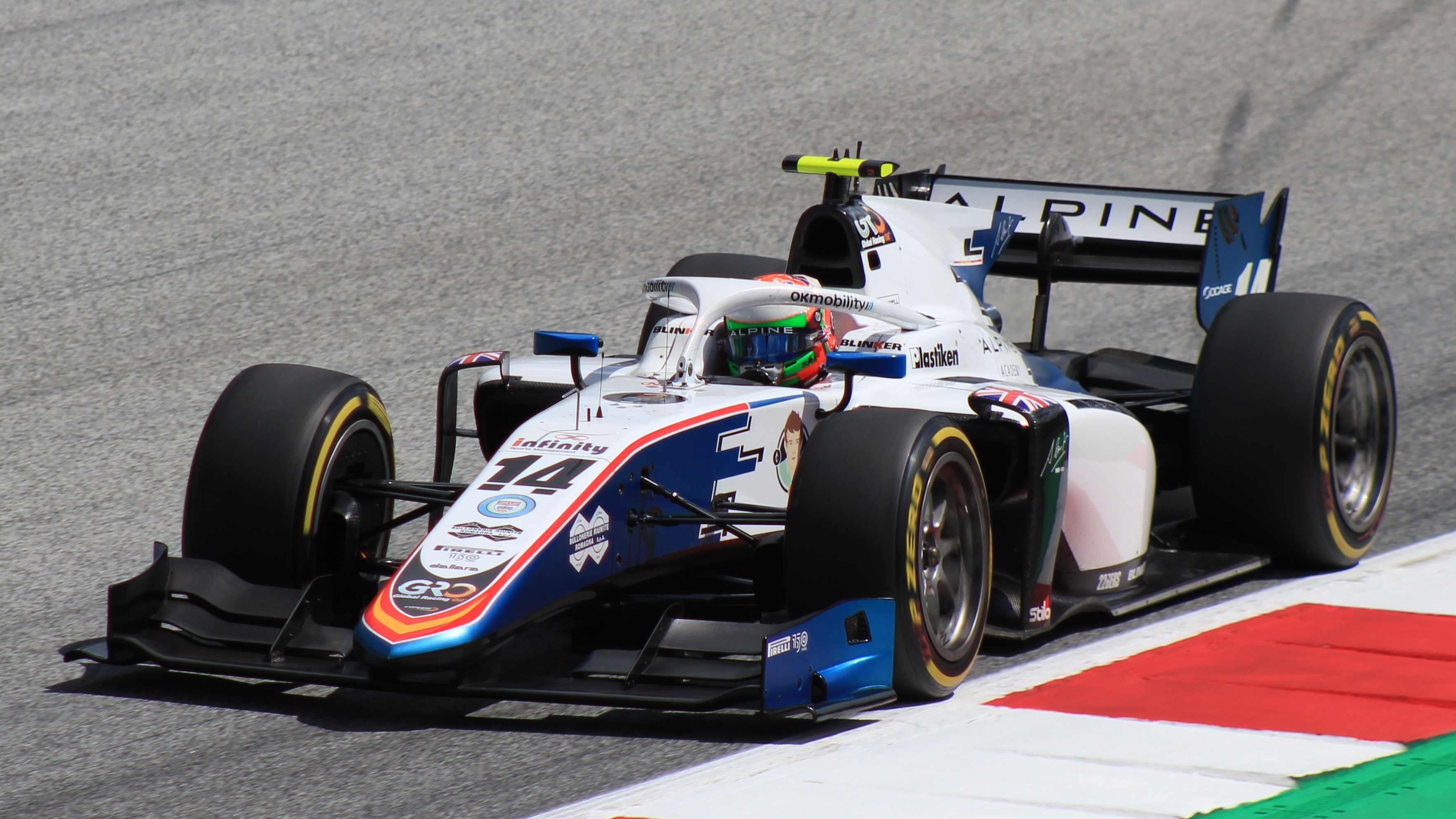
Caldwell con la Campos in Formula 2.

Dopo aver concluso ottavo in Formula 3, il 24 novembre Caldwell viene annunciato dal team Campos come sostituto di David Beckmann per gli ultimi due round della stagione 2021 di Formula 2. Sempre con il team spagnolo partecipa ai test post stagionali della Formula 2 sul Circuito di Yas Marina.
Il 14 febbraio del 2022 viene annunciato come nuovo membro della Alpine Academy e viene confermato dal team spagnolo per la stagione 2022 della Formula 2. Nel corso della stagione Caldwell ottiene due soli piazzamenti a punti: un sesto posto al Red Bull Ring e un ottavo a Zandvoort. Conclude al 21º posto in classifica. A fine anno partecipa ai Rookie test del Campionato del mondo endurance alla guida della Oreca 07 LMP2 del team Richard Mille Racing.

### Formula 1
Nel giugno del 2022 anno Caldwell partecipa ai suoi primi test a guida di una Formula 1, l'Alpine A521.

### WEC
Caldwell partecipa alla 8H del Bahrain, ultima gara della stagione 2021 del WEC nella categoria LMP2 con il team ARC Bratislava.
Nel 2023, Caldwell lascia le corse in monoposto ed si unisce al Alpine ELF Team per prendere parte al Campionato del mondo endurance nella classe LMP2 insieme a André Negrão e Memo Rojas. Per avere maggior esperienza nei prototipi, scende in pista anche nella European Le Mans Series con il team Inter Europol Competition.
Per la stagione 2024, Caldwell si unisce al team Algarve Pro Racing prendendo parte alla European Le Mans Series. Sempre con il team portoghese, l'inverno seguente, prende parte alla Asian Le Mans Series.

## Risultati

### Riassunto della carriera
| Stagione | Categoria                     | Team                         | Gare | Vittorie | Pole | GPV | Podi | Punti | Pos. |
| -------- | ----------------------------- | ---------------------------- | ---- | -------- | ---- | --- | ---- | ----- | ---- |
| 2016     | Ginetta Junior Championship   | JHR Developments             | 13   | 0        | 0    | 0   | 0    | 105   | 19º  |
| 2017     | Campionato ADAC               | ADAC Berlin-Brandenburg e.V. | 6    | 0        | 0    | 0   | 0    | 0     | NC†  |
| 2017     | Formula 4 britannica          | Arden Motorsport             | 17   | 0        | 0    | 0   | 0    | 39    | 14º  |
| 2017     | Formula 4 italiana            | Mücke Motorsport             | 15   | 0        | 0    | 0   | 0    | 15    | 11º  |
| 2017–18  | Formula 4 UAE                 | Silberpfeil Energy Dubai     | 8    | 3        | 1    | 1   | 4    | 123   | 7º   |
| 2018     | Formula 4 italiana            | Prema Powerteam              | 21   | 4        | 3    | 2   | 11   | 262   | 3º   |
| 2018     | Campionato ADAC               | Prema Powerteam              | 21   | 1        | 0    | 0   | 4    | 125   | 7º   |
| 2018     | Gulf 12 Hours - GT4           | Bullit Racing                | 2    | 2        | 0    | 1   | 2    | N/A   | N/A  |
| 2019     | Formula Regionale Europea     | Prema Powerteam              | 24   | 1        | 1    | 0   | 7    | 213   | 5º   |
| 2019     | Gran Premio di Macao          | Trident                      | 1    | 0        | 0    | 0   | 0    | N/A   | DNF  |
| 2020     | Formula 3                     | Trident                      | 18   | 0        | 0    | 0   | 0    | 18    | 16º  |
| 2020     | Intercontinental GT Challenge | R-Motorsport                 | 1    | 0        | 0    | 0   | 0    | 0     | NC   |
| 2021     | Formula 3                     | Prema Racing                 | 20   | 1        | 0    | 0   | 4    | 93    | 8º   |
| 2021     | Formula 2                     | Campos Racing                | 6    | 0        | 0    | 1   | 0    | 0     | 26º  |
| 2021     | WEC -LMP2                     | ARC Bratislava               | 1    | 0        | 0    | 0   | 0    | 1     | 31º  |
| 2022     | Formula 2                     | Campos Racing                | 26   | 0        | 0    | 0   | 0    | 12    | 21º  |
| 2023     | WEC - LMP2                    | Alpine ELF Team              | 7    | 0        | 0    | 0   | 0    | 23    | 18°  |
| 2023     | ELMS - LMP2                   | Inter Europol Competition    | 6    | 0        | 0    | 0   | 1    | 33    | 7°   |
| 2024     | ELMS - LMP2                   | Algarve Pro Racing           | 3    | 0        | 0    | 1   | 1    | 28*   |      |

* Stagione in corso.

### Risultati completi F3 Regional europea
(legenda) (Le gare in grassetto indicano la pole position) (Le gare in corsivo indicano Gpv)
| Anno | Team         | 1   | 2   | 3   | 4   | 5   | 6   | 7   | 8   | 9   | 10  | 11  | 12  | 13  | 14  | 15  | 16  | 17  | 18  | 19  | 20  | 21  | 22  | 23  | 24  | 25  | Punti | Pos. |
| ---- | ------------ | --- | --- | --- | --- | --- | --- | --- | --- | --- | --- | --- | --- | --- | --- | --- | --- | --- | --- | --- | --- | --- | --- | --- | --- | --- | ----- | ---- |
| 2019 | Prema Racing | LEC | LEC | LEC | VLL | VLL | VLL | HUN | HUN | HUN | RBR | RBR | RBR | IMO | IMO | IMO | IMO | CAT | CAT | CAT | MUG | MUG | MUG | MNZ | MNZ | MNZ | 213   | 5º   |
| 2019 | Prema Racing | 4   | SQ  | 4   | 8   | 3   | C   | 3   | 3   | 2   | 7   | Rit | 7   | 2   | 2   | Rit | 1   | 7   | 6   | 4   | 9   | 11  | 10  | 5   | 8   | 7   | 213   | 5º   |

### Risultati completi in Formula 3
(legenda) (Le gare in grassetto indicano la pole position) (Le gare in corsivo indicano Gpv)
| Anno | Team         | 1   | 2   | 3   | 4   | 5   | 6   | 7   | 8   | 9   | 10  | 11  | 12  | 13  | 14  | 15  | 16  | 17  | 18  | 19  | 20  | 21  | Punti | Pos. |
| ---- | ------------ | --- | --- | --- | --- | --- | --- | --- | --- | --- | --- | --- | --- | --- | --- | --- | --- | --- | --- | --- | --- | --- | ----- | ---- |
| 2020 | Trident      | RBR | RBR | RBR | RBR | HUN | HUN | SIL | SIL | SIL | SIL | CAT | CAT | SPA | SPA | MNZ | MNZ | MUG | MUG |     |     |     | 18    | 16º  |
| 2020 | Trident      | 20  | 19  | 5   | 6   | 21  | 18  | Rit | 26  | 21  | 22  | 20  | Rit | 7   | 11  | Rit | 9   | 17  | 16  |     |     |     | 18    | 16º  |
| 2021 | Prema Racing | CAT | CAT | CAT | LEC | LEC | LEC | RBR | RBR | RBR | HUN | HUN | HUN | SPA | SPA | SPA | ZAN | ZAN | ZAN | SOC | SOC | SOC | 93    | 8º   |
| 2021 | Prema Racing | 6   | 1   | 4   | 10  | 4   | Rit | 2   | 9   | 3   | 2   | 29  | 8   | 16  | 15  | 11  | 10  | 6   | 14  | 17  | C   | 10  | 93    | 8º   |

‡ assegnati metà punti, non è stato completato il 75% della gara

### Risultati completi in Formula 2
(legenda) (Le gare in grassetto indicano la pole position) (Le gare in corsivo indicano Gpv)
| Anno | Team          | 1   | 2   | 3   | 4   | 5   | 6   | 7   | 8   | 9   | 10  | 11  | 12  | 13  | 14  | 15  | 16  | 17  | 18  | 19  | 20  | 21  | 22  | 23  | 24  | 25  | 26  | 27  | 28  | Punti | Pos. |
| ---- | ------------- | --- | --- | --- | --- | --- | --- | --- | --- | --- | --- | --- | --- | --- | --- | --- | --- | --- | --- | --- | --- | --- | --- | --- | --- | --- | --- | --- | --- | ----- | ---- |
| 2021 | Campos Racing | BHR | BHR | BHR | MON | MON | MON | BAK | BAK | BAK | SIL | SIL | SIL | MNZ | MNZ | MNZ | SOC | SOC | SOC | JED | JED | JED | YMC | YMC | YMC |     |     |     |     | 0     | 26º  |
| 2021 | Campos Racing |     |     |     |     |     |     |     |     |     |     |     |     |     |     |     |     |     |     | 18  | 12  | 16  | 20  | 15  | 18  |     |     |     |     | 0     | 26º  |
| 2022 | Campos Racing | BHR | BHR | JED | JED | IMO | IMO | CAT | CAT | MON | MON | BAK | BAK | SIL | SIL | RBR | RBR | PAU | PAU | HUN | HUN | SPA | SPA | ZAN | ZAN | MNZ | MNZ | YMC | YMC | 12    | 21º  |
| 2022 | Campos Racing | 19  | 17  | 14  | 16  | 17  | 14  | 13  | 14  | 16  | 15  | 19  | Rit | 18  | 17  | 18  | 6   | 18  | 13  | 10  | 20  |     |     | Rit | 8   | Rit | Rit | 16  | Rit | 12    | 21º  |

*Stagione in corso.

### Risultati WEC
| Anno    | Squadra         | Classe | Vettura  | SPA | ALG | MNZ | LMS | BHR | BHR |     | Punti | Pos. |
| ------- | --------------- | ------ | -------- | --- | --- | --- | --- | --- | --- | --- | ----- | ---- |
| 2021    | ARC Bratislava  | LMP2   | Oreca 07 |     |     |     |     |     | 11  |     | 1     | 31°  |
| Anno    | Squadra         | Classe | Vettura  | SEB | ALG | SPA | LMS | MON | FUJ | BHR | Punti | Pos. |
| 2023    | Alpine ELF Team | LMP2   | Oreca 07 | Rit | 11  | 8   | 7   | 8   | 11  | 10  | 23    | 18°  |
| Legenda |                 |        |          |     |     |     |     |     |     |     |       |      |

* Stagione in corso.

### Risultati nel ELMS
| Anno    | Squadra            | Classe | Vettura  | BAR | LEC | ARA | SPA | POR | ALG | Punti | Pos. |
| ------- | ------------------ | ------ | -------- | --- | --- | --- | --- | --- | --- | ----- | ---- |
| 2023    | United Autosports  | LMP2   | Oreca 07 | Rit | 3   | Rit | 7   | 7   | 4   | 33    | 7º   |
| Anno    | Squadra            | Classe | Vettura  | BAR | LEC | IMO | SPA | MUG | ALG | Punti | Pos. |
| 2024    | Algarve Pro Racing | LMP2   | Oreca 07 | 2   | 7   | 8   | 14  |     |     | 28*   |      |
| Legenda |                    |        |          |     |     |     |     |     |     |       |      |

*Stagione in corso.

### Risultati 24 Ore di Le Mans
| Anno | Team               | Co-piloti                        | Auto        | Classe | Giri | Pos. | Pos Cat. |
| ---- | ------------------ | -------------------------------- | ----------- | ------ | ---- | ---- | -------- |
| 2023 | Alpine ELF Team    | André Negrão Memo Rojas          | Alpine A470 | LMP2   | 322  | 19º  | 9º       |
| 2024 | Algarve Pro Racing | Matthias Kaiser Roman De Angelis | Oreca 07    | LMP2   | 294  | 22º  | 8º       |